# Thriambeutis
Thriambeutis é um gênero de mariposa pertencente à família Acrolepiidae.